# Cochlodesma tenerum
Cochlodesma tenerum är en musselart som först beskrevs av John Gwyn Jeffreys 1880.  Cochlodesma tenerum ingår i släktet Cochlodesma och familjen Thraciidae. Inga underarter finns listade i Catalogue of Life.